# 대한민국의 정보 보안 사고 목록
다음은 대한민국에서 일어난 정보 보안 사고 목록이다.
| 시기        | 기관                                | 유형         | 피해규모      | 관련문서                               |
| ----------- | ----------------------------------- | ------------ | ------------- | -------------------------------------- |
| 2003년 1월  | KT                                  | DNS서버공격  | 9시간 간 마비 | 1·25 인터넷 대란                       |
| 2005년 5월  | 엔씨소프트                          | 개인정보유출 | 50만명        |                                        |
| 2008년 2월  | 옥션                                | 개인정보유출 | 1,863만명     | 옥션 개인정보 유출 사건                |
| 2008년 4월  | 하나로텔레콤                        | 개인정보유출 | 600만명       |                                        |
| 2008년 9월  | GS칼텍스                            | 개인정보유출 | 1,125만명     |                                        |
| 2009년 7월  | 정부기관, 포털, 은행                | 사이트 마비  |               | 7·7 DDoS 공격                          |
| 2010년 3월  | 신세계몰                            | 개인정보유출 | 820만명       | 2010년 대한민국 개인정보 대량유출 사건 |
| 2011년 3월  | 정부기관, 포털, 은행                | 사이트 마비  |               | 3·3 DDoS 공격                          |
| 2011년 4월  | 현대캐피탈                          | 개인정보유출 | 175만명       | 현대캐피탈 해킹 사건                   |
| 2011년 4월  | 농협                                | 전산망 마비  | 수백억원 추정 | 농협 전산망 마비 사태                  |
| 2011년 7월  | SK컴즈                              | 개인정보유출 | 3,500만명     | 네이트 개인정보 유출 사건              |
| 2011년 8월  | 한국앱손                            | 개인정보유출 | 35만명        |                                        |
| 2011년 10월 | 선거관리위원회                      | 사이트 마비  |               | 10·26 DDoS 공격                        |
| 2011년 11월 | 넥슨                                | 개인정보유출 | 1,320만명     |                                        |
| 2012년 3월  | SK텔레콤, KT                        | 개인정보유출 | 20만명        |                                        |
| 2012년 5월  | EBS                                 | 개인정보유출 | 400만명       |                                        |
| 2012년 6월  | 코웨이                              | 개인정보유출 | 198만명       |                                        |
| 2012년 7월  | KT                                  | 개인정보유출 | 870만명       |                                        |
| 2013년 3월  | MBC, KBS, 신한은행, 농협 등         | 전산망 마비  |               | 3·20 전산 대란                         |
| 2013년 4월  | SC제일은행, 씨티은행                | 개인정보유출 | 13만명        |                                        |
| 2013년 5월  | 민족문제연구소                      | 개인정보유출 | 912명         |                                        |
| 2013년 6월  | 새누리당, 군장병, 청와대, 주한미군  | 개인정보유출 | 294만명       | 6·25 사이버 테러                       |
| 2014년 1월  | KB국민카드, 롯데카드, NH농협은행    | 개인정보유출 | 2,000만명     | 2014년 대한민국 개인정보 대량유출 사건 |
| 2014년 3월  | KT                                  | 개인정보유출 | 1,200만명     |                                        |
| 2014년 3월  | SKT, LG U+ 등                       | 개인정보유출 | 1,230만명     |                                        |
| 2014년 3월  | 국토교통부                          | 개인정보유출 | 2,000만명     |                                        |
| 2015년 9월  | 뽐뿌                                | 개인정보유출 | 200만명       |                                        |
| 2016년 7월  | 인터파크                            | 개인정보유출 | 1,030만 건    |                                        |
| 2017년 4월  | 야피존                              | 가상화폐유출 | 55억원        |                                        |
| 2017년 6월  | 빗썸                                | 개인정보유출 | 3만 6천명     |                                        |
| 2017년 7월  | 유진투자선물, 디비피아 등 20개 업체 | 개인정보유출 | 3,300만 건    |                                        |
| 2017년 9월  | 이스트소프트                        | 개인정보유출 | 13만 건       |                                        |
| 2017년 9월  | 하나투어                            | 개인정보유출 | 100만 건      |                                        |
| 2017년 12월 | 유빗(구 야피존)                     | 가상화폐유출 | 172억원       |                                        |
| 2018년 6월  | 코인레일                            | 가상화폐유출 | 400억원       |                                        |
| 2018년 6월  | 빗썸                                | 가상화폐유출 | 350억원       |                                        |
| 2019년 4월  | 네이버                              | 개인정보유출 | 2,200여명     |                                        |
| 2019년 11월 | 업비트                              | 가상화폐유출 | 580억원       |                                        |